# 长崎市
32°47′N 129°52′E / 32.783°N 129.867°E
长崎市（日语：／ Nagasaki shi */?）是位於日本九州西部的都市，為长崎县縣治，也是日本西部重要的港灣都市。其歷史始於安土桃山時代對長崎港的開拓，在江戶時代的鎖國時期，更是日本唯一的國際貿易港口，與荷蘭、中國有密切的交流，並有外國人居住區出島。因此長崎受到西方影響較深，擁有許多歐洲風格的建築，加上市區多坡道，使得長崎的都市景觀和大多數日本其他都市頗為不同。與西方交流的歷史，使得早期有許多傳教士隨著商船來到長崎，造成現在長崎成為日本基督徒人口比例最高的日本都市，天主教會在長崎亦單獨設有總教區。也因為與中國的貿易往來，從江戶時期就有許多中國人居住於此，长崎新地中华街是日本三大唐人街之一。在第二次世界大戰末期，長崎市受到原子彈轟炸，成為繼廣島之後世界第二個、也是目前最後一個遭到核武器攻擊的都市。
長崎市中心三面環山，因大量住宅建於山坡地上，形成許多階梯式或位於斜坡的街道。在長崎市現有建成區面積中，高達七成是山坡地。多山的地形雖然成就了長崎特有的都市景觀，但也造成了交通阻塞和開發用地受限等問題。近年長崎市的人口減少幅度在日本居於前列，已成為深刻的社會問題。但另一方面，長崎憑藉山海毗鄰的獨特景觀和濃郁的異國風情而吸引了眾多遊客，是日本主要觀光都市之一。

## 历史

### 十六至十八世紀

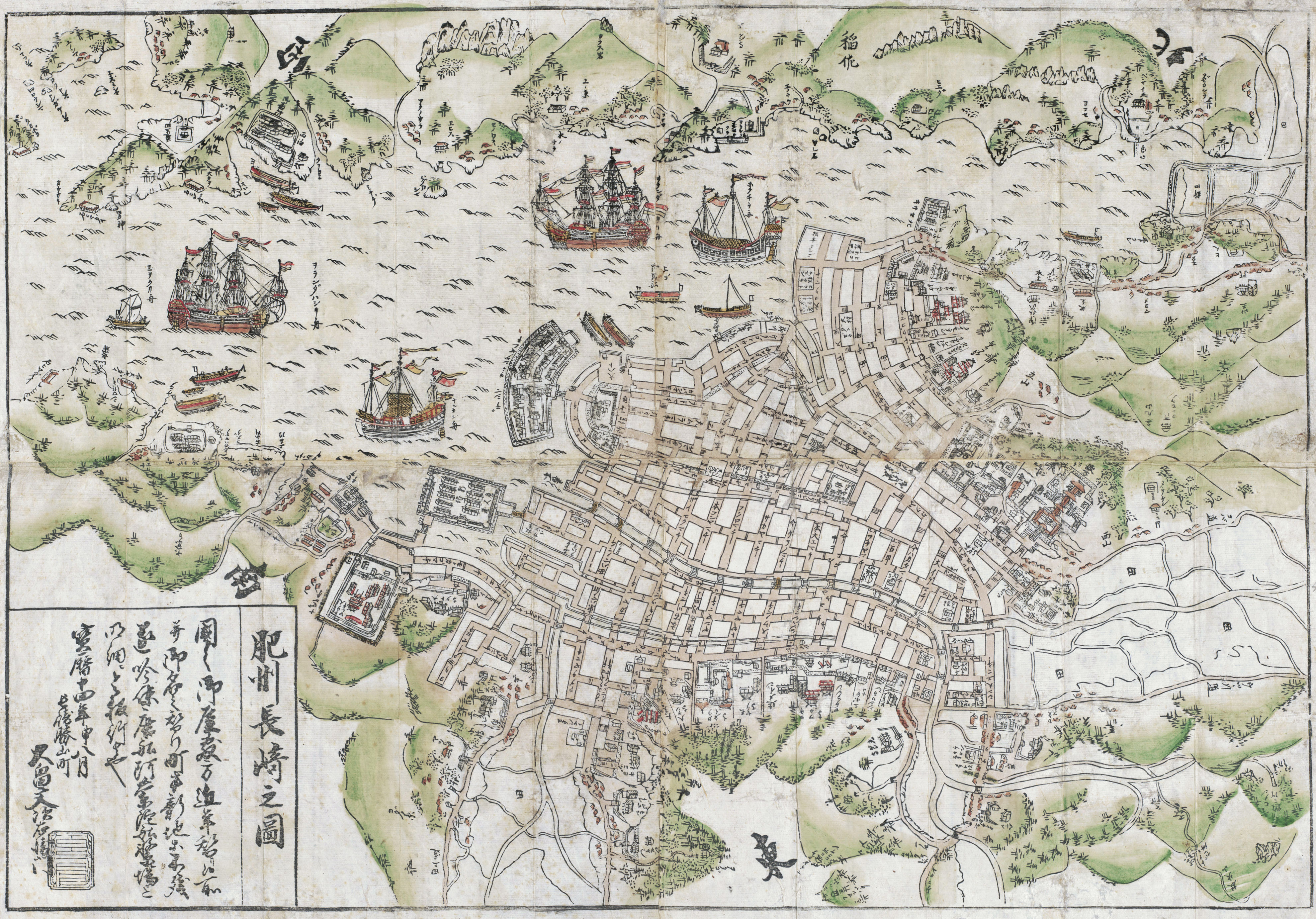
1764年的長崎地圖

長崎的歷史開始於1570年（元龜元年）吉利支丹大名大村純忠將長崎浦開放給葡萄牙人作為貿易港。大村純忠於翌年在長崎興建長崎六町。當時長崎六町的居民多是附近的天主教信徒和來自各地的移民:276。1580年（天正8年），大村純忠將長崎奉獻給耶穌會。然而在1587年（天正15年），豐臣秀吉在平定九州之後發布伴天連追放令，驅逐天主教傳教士，並在翌年將長崎作為直轄領地。在長崎成為直轄領地初期，當局對天主教的管制並不嚴格，甚至還有新教堂興建:276。但在1597年（慶長元年），當局下令處死長崎的26名天主教信徒。1612年（慶長17年）岡本大八事件之後，德川家康更發布禁教令，長崎的教堂全部被毀:276。1622年（元和8年）更發生55名天主教徒被公開處死的元和大殉教事件。
同一時期，長崎的人口持續增加，城市規模也從最初的6町增加到23町:276。江戶時代初期，長崎雖然是幕府設有長崎奉行的直轄領地，但另一方面也是自治色彩較強的城市:276。然而在德川幕府開始實施鎖國政策之後，長崎開始成為日本唯一的對外貿易據點。1616年，幕府下令外國（中國例外）船隻只能在長崎和平戶進行貿易。1634年（寬永11年），幕府開始修築出島，將散居長崎各地的葡萄牙人集中居住於此。翌年更將外國船隻限制在長崎一地，並禁止日本人前往海外和居住在海外的日本人回國。1637年（寬永14年）發生島原之亂後，幕府禁止葡萄牙人進入日本，出島一度變為空地。直到1641年（寬永18年）幕府將原本位於平戶的荷蘭商館搬島出島為止。這一事件也象徵鎖國體制的完成。1688年（元祿元年），長崎的中國商船數達到194艘的史上最高紀錄。但在翌年，幕府下令將原本散居長崎各地的中國人集中遷移到唐人屋敷。1663年（寬文3年），長崎發生大火，市區大部分被燒毀。此後長崎重新進行都市規劃。

### 十九世紀至二戰

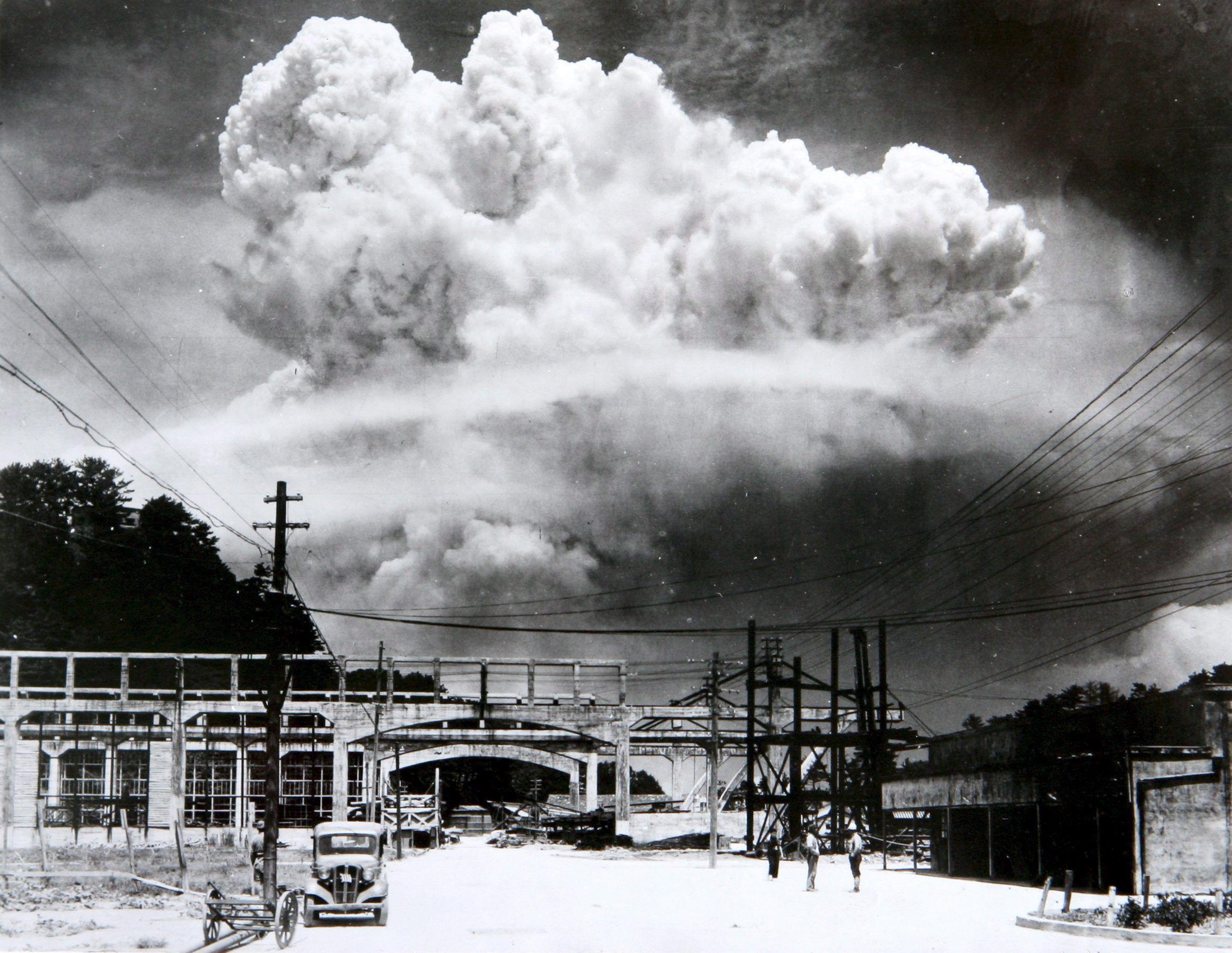
長崎原子彈爆炸之後的蘑菇雲

十九世紀之後，美國、俄羅斯、英國的艦船都曾到訪長崎並要求開港，但都被幕府拒絕。發生在1828年（文政11年）的西博德事件更使幕府和荷蘭的關係更加緊張。1858年（安政5年）安政條約簽訂之後，長崎成為開港五港之一，但這也象徵長崎的貿易壟斷地位的終結:277。開港之後的長崎在市區南郊興建了外國人居留地，以便隔離外國人和日本人:277。外國人居留地聚集了眾多教堂、領事館和西洋式住宅，大浦天主堂和哥拉巴園等長崎代表性的歐式建築均修建於十九世紀後期:277。長崎的產業也在這一時期開始近代化。1861年，長崎首個鋼鐵工廠竣工。1870年代初期，長崎不僅鋪設了和上海之間的海底電纜，還開始了至東京的郵政及電信服務。1886年，停靠在長崎的北洋水師艦上軍人未獲許可登陸長崎，並和日本警察發生衝突，是為長崎事件，最終以雙方各自妥協收場。
1889年，長崎正式設市，成為日本首批設市的城市之一。成立之初的長崎市面積有7平方公里，人口有54,502人。十九世紀末期的長崎市集中了海關等重要機構，是中央政府在九州的據點城市之一:278。但另一方面，由於橫濱港、神戶港、門司港的發展，長崎港的貿易地位迅速下降。明治末期時長崎港佔全日本貿易額的比重已只有約1%:278。造船產業在這一時期取代貿易，成為長崎經濟的主要產業。1871年，日本政府設立官營長崎造船所，該造船廠在1887年出售給三菱公司之後成長為日本最大造船廠之一，修建了日本首艘鐵製蒸汽船「夕顏丸」和首艘大型貨客船「常陸丸」。三菱公司還在長崎海域開採海底煤炭，使得長崎成為三菱公司的公司市鎮。1920年日本首次人口普查時，長崎的人口達176,534人，是當時九州人口最多城市。
由於日本太平洋沿岸地區港口的發展，明治之後長崎港的對外貿易主要局限在中國和東南亞。1923年，長崎和上海之間的日華連絡船「長崎丸」啟航。該船更在1930年實現了和鐵路直接換乘。1934年，長崎市舉辦國際產業觀光博覽會，象徵走出大蕭條陰影。然而隨著第二次世界大戰的開始，長崎市的軍需產業都市色彩日益增強。1942年，武藏號戰艦在長崎竣工。長崎市自1944年開始遭到美軍六次空襲，目標多是工廠。1945年8月9日，美軍在長崎的浦上地區投下原子彈，爆炸中心4公里範圍遭到毀滅性打擊，造成73,884人遇難、18,409戶房屋倒塌受損。長崎市因此和廣島市成為世界迄今僅有的兩個被核武器攻擊的城市。

### 戰後長崎

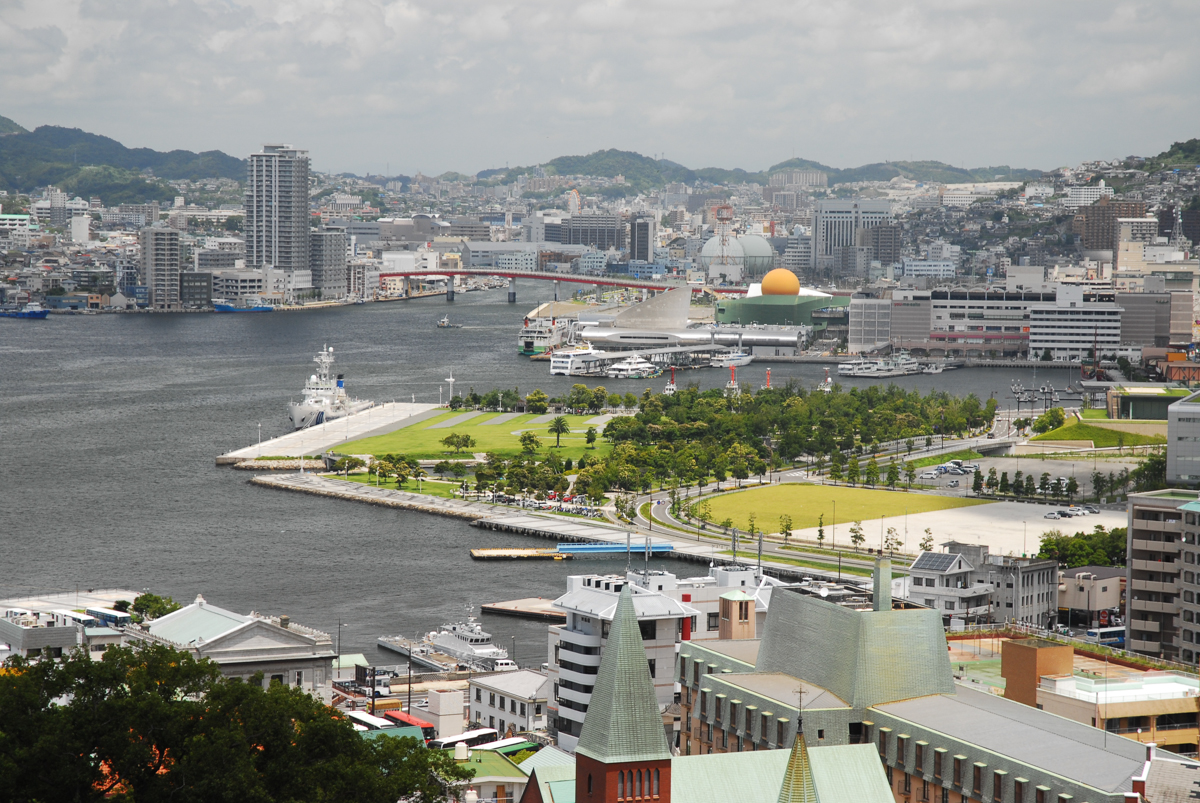
今日長崎市中心

長崎市在戰後進行土地區劃整理，開始復興進程，並在1949年制定了長崎國際文化都市建設法。長崎市復興計劃方針的特點之一是以20萬人口為復興目標。由於戰前長崎市的人口已超過25萬，因此這一人口目標低於戰前人口最高值，可說是極為罕見。這一情況的原因之一是長崎市受到了戰爭的極大毀壞，亦反映出多山的地形極大限制了長崎的發展:278。1955年，長崎市在原子彈爆炸地點附近修建和平祈念像，象徵長崎市決意成為和平都市。浦上地區是在原子彈爆炸中受害最嚴重的地區。戰後這一地區的兵工廠用地改為長崎大學的校園，由工業區變為文教區:65。1977年，兩名犯人劫持了一輛自平戶市開往長崎市的公車，並在長崎市內被發現後和警方對峙，最後一人被射殺另一人被逮捕後判刑，是為長崎公車劫持事件。1981年，教宗若望保祿二世訪問長崎，並倡議廢除核武器。1982年，長崎市發生大洪水，市內在降水開始7小時後雨量就達到530毫米，262人因此遇難失踪，眼鏡橋等重要遺跡也被沖毀:66。1983年，眼鏡橋的修復工程竣工。3年之後其他受損的六座石橋也得到修復。長崎市在1990年代之後發生過兩次市長被槍擊事件。1990年，時任長崎市長本島等被極右團體槍擊，幸而留得一命。但2007年，時任長崎市長伊藤一長在被山口組槍擊之後搶救無效過世。兩起事件皆引發社會轟動。近年長崎市人口減少問題嚴峻。2010年至2015年期間，長崎市是日本人口減少數第二多的自治體。提高都市競爭力以抑制人口流出已成為長崎市的緊要課題。

### 市町村合併變遷表
| 1889年4月1日            | 1889年 - 1926年          | 1926年 - 1944年         | 1945年 - 1959年         | 1945年 - 1959年         | 1960年 - 1989年          | 1960年 - 1989年          | 1989年 - 現在           | 現在   |
| ----------------------- | ------------------------ | ----------------------- | ----------------------- | ----------------------- | ------------------------ | ------------------------ | ----------------------- | ------ |
| 神浦村                  | 神浦村                   | 神浦村                  | 神浦村                  | 1955年2月11日 外海村    | 1960年5月3日 外海町      | 1960年5月3日 外海町      | 2005年1月4日 併入長崎市 | 長崎市 |
| 西彼杵郡 黑崎村         |                          |                         |                         | 1955年2月11日 外海村    | 1960年5月3日 外海町      | 1960年5月3日 外海町      | 2005年1月4日 併入長崎市 | 長崎市 |
| 西彼杵郡 深堀村         | 1898年7月1日 香燒村分村  | 1898年7月1日 香燒村分村 | 1898年7月1日 香燒村分村 | 1898年7月1日 香燒村分村 | 1961年11月3日 香燒町     | 1961年11月3日 香燒町     | 2005年1月4日 併入長崎市 | 長崎市 |
| 西彼杵郡 深堀村         | 深堀村                   | 深堀村                  | 深堀村                  | 1955年1月1日 併入長崎市 | 長崎市                   | 長崎市                   | 長崎市                  | 長崎市 |
| 長崎市                  | 長崎市                   | 長崎市                  | 長崎市                  | 長崎市                  | 長崎市                   | 長崎市                   | 長崎市                  | 長崎市 |
| 西彼杵郡 下長崎村       | 1898年10月1日 併入長崎市 | 長崎市                  | 長崎市                  | 長崎市                  | 長崎市                   | 長崎市                   | 長崎市                  | 長崎市 |
| 西彼杵郡 戶町村         | 1898年10月1日 併入長崎市 | 長崎市                  | 長崎市                  | 長崎市                  | 長崎市                   | 長崎市                   | 長崎市                  | 長崎市 |
| 西彼杵郡 上長崎村       | 1920年10月1日 併入長崎市 | 長崎市                  | 長崎市                  | 長崎市                  | 長崎市                   | 長崎市                   | 長崎市                  | 長崎市 |
| 西彼杵郡 浦上山里村     | 1920年10月1日 併入長崎市 | 長崎市                  | 長崎市                  | 長崎市                  | 長崎市                   | 長崎市                   | 長崎市                  | 長崎市 |
| 西彼杵郡 淵村           | 1920年10月1日 併入長崎市 | 長崎市                  | 長崎市                  | 長崎市                  | 長崎市                   | 長崎市                   | 長崎市                  | 長崎市 |
| 1898年7月1日 小榊村分村 | 1938年4月1日 併入長崎市  |                         | 長崎市                  | 長崎市                  | 長崎市                   | 長崎市                   | 長崎市                  | 長崎市 |
| 西彼杵郡 西浦上村       | 1938年4月1日 併入長崎市  |                         | 長崎市                  | 長崎市                  | 長崎市                   | 長崎市                   | 長崎市                  | 長崎市 |
| 西彼杵郡 小倉村         | 1938年4月1日 併入長崎市  |                         | 長崎市                  | 長崎市                  | 長崎市                   | 長崎市                   | 長崎市                  | 長崎市 |
| 西彼杵郡 土井首村       | 1938年4月1日 併入長崎市  |                         | 長崎市                  | 長崎市                  | 長崎市                   | 長崎市                   | 長崎市                  | 長崎市 |
| 西彼杵郡 福田村         | 西彼杵郡 福田村          | 西彼杵郡 福田村         | 西彼杵郡 福田村         | 1955年1月1日 併入長崎市 | 長崎市                   | 長崎市                   | 長崎市                  | 長崎市 |
| 西彼杵郡 日見村         | 西彼杵郡 日見村          | 西彼杵郡 日見村         | 西彼杵郡 日見村         | 1955年2月1日 併入長崎市 | 長崎市                   | 長崎市                   | 長崎市                  | 長崎市 |
| 西彼杵郡 茂木村         | 1919年10月1日 茂木町     | 1919年10月1日 茂木町    | 1919年10月1日 茂木町    | 1919年10月1日 茂木町    | 1962年1月1日 併入長崎市  | 長崎市                   | 長崎市                  | 長崎市 |
| 西彼杵郡 式見村         |                          |                         |                         |                         | 1962年1月1日 併入長崎市  | 長崎市                   | 長崎市                  | 長崎市 |
| 西彼杵郡 矢上村         | 西彼杵郡 矢上村          | 西彼杵郡 矢上村         | 西彼杵郡 矢上村         | 1955年2月11日 東長崎町  | 1963年4月20日 併入長崎市 | 長崎市                   | 長崎市                  | 長崎市 |
| 北高來郡 古賀村         |                          |                         |                         | 1955年2月11日 東長崎町  | 1963年4月20日 併入長崎市 | 長崎市                   | 長崎市                  | 長崎市 |
| 北高來郡 戶石村         |                          |                         |                         | 1955年2月11日 東長崎町  | 1963年4月20日 併入長崎市 | 長崎市                   | 長崎市                  | 長崎市 |
| 西彼杵郡 三重村         | 西彼杵郡 三重村          | 西彼杵郡 三重村         | 西彼杵郡 三重村         | 西彼杵郡 三重村         | 西彼杵郡 三重村          | 1973年3月31日 併入長崎市 | 長崎市                  | 長崎市 |
| 西彼杵郡 伊王島村       | 西彼杵郡 伊王島村        | 西彼杵郡 伊王島村       | 西彼杵郡 伊王島村       | 西彼杵郡 伊王島村       | 1962年5月20日 伊王島町   | 1962年5月20日 伊王島町   | 2005年1月4日 併入長崎市 | 長崎市 |
| 西彼杵郡 高島村         | 西彼杵郡 高島村          | 西彼杵郡 高島村         | 1948年10月1日 高島町    | 1955年4月1日 高島町     | 1955年4月1日 高島町      | 1955年4月1日 高島町      | 2005年1月4日 併入長崎市 | 長崎市 |
| 西彼杵郡 高濱村         |                          |                         |                         | 1955年4月1日 高島町     | 1955年4月1日 高島町      | 1955年4月1日 高島町      | 2005年1月4日 併入長崎市 | 長崎市 |
| 1955年4月1日 野母崎町   |                          |                         |                         |                         |                          |                          | 2005年1月4日 併入長崎市 | 長崎市 |
| 西彼杵郡 野母村         |                          |                         |                         |                         |                          |                          | 2005年1月4日 併入長崎市 | 長崎市 |
| 西彼杵郡 脇岬村         |                          |                         |                         |                         |                          |                          | 2005年1月4日 併入長崎市 | 長崎市 |
| 西彼杵郡 樺島村         |                          |                         |                         |                         |                          |                          | 2005年1月4日 併入長崎市 | 長崎市 |
| 西彼杵郡 蚊燒村         | 西彼杵郡 蚊燒村          | 西彼杵郡 蚊燒村         | 西彼杵郡 蚊燒村         | 1955年2月11日 三和町    | 1955年2月11日 三和町     | 1955年2月11日 三和町     | 2005年1月4日 併入長崎市 | 長崎市 |
| 西彼杵郡 川原村         |                          |                         |                         | 1955年2月11日 三和町    | 1955年2月11日 三和町     | 1955年2月11日 三和町     | 2005年1月4日 併入長崎市 | 長崎市 |
| 西彼杵郡 為石村         |                          |                         |                         | 1955年2月11日 三和町    | 1955年2月11日 三和町     | 1955年2月11日 三和町     | 2005年1月4日 併入長崎市 | 長崎市 |
| 西彼杵郡 長浦村         | 西彼杵郡 長浦村          | 西彼杵郡 長浦村         | 西彼杵郡 長浦村         | 1959年1月15日 琴海町    | 1959年1月15日 琴海町     | 1959年1月15日 琴海町     | 2006年1月4日 併入長崎市 | 長崎市 |
| 西彼杵郡 村松村         |                          |                         |                         | 1959年1月15日 琴海町    | 1959年1月15日 琴海町     | 1959年1月15日 琴海町     | 2006年1月4日 併入長崎市 | 長崎市 |
| 時津町                  |                          |                         |                         |                         |                          |                          |                         |        |
| 西彼杵郡 時津村         | 西彼杵郡 時津村          | 西彼杵郡 時津村         | 1951年12月1日 時津町    |                         |                          |                          |                         |        |

資料來源：、:282、

## 地理

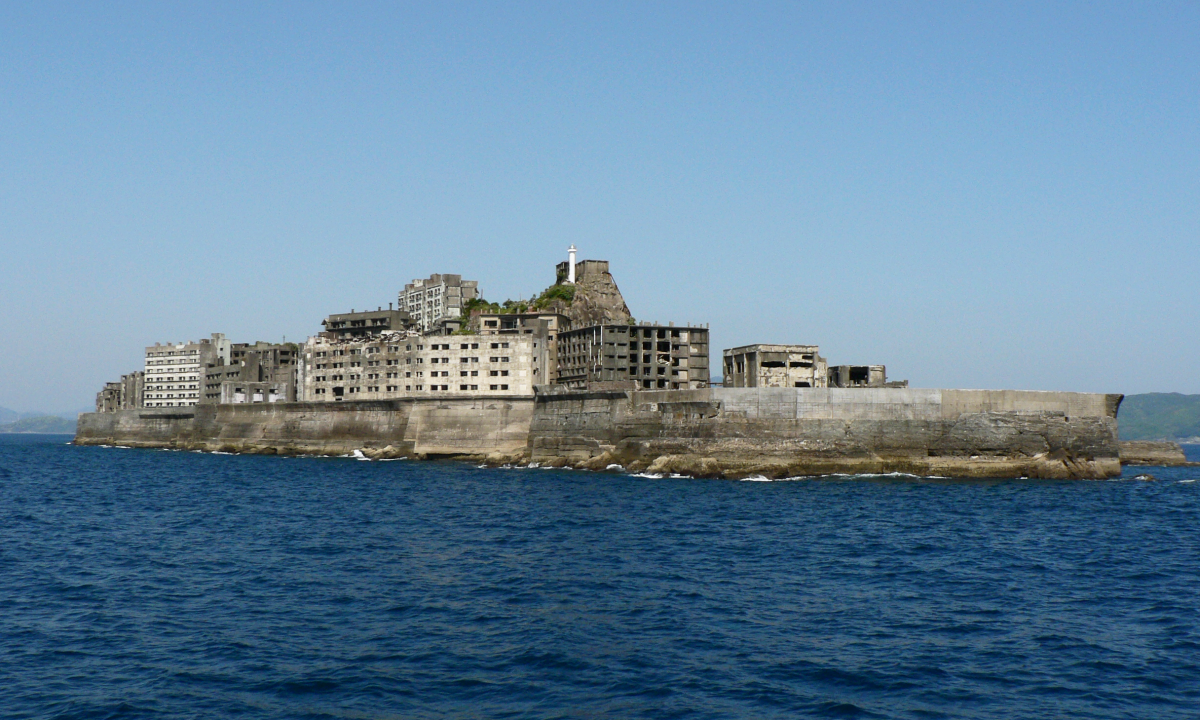
端島

長崎市的轄區範圍包括長崎半島和西彼杵半島的部分地區，市中心地區位於兩個半島的交界處:274。長崎市地形多山，市中心地區更是三面環山。市內最高峰是八郎岳，標高590米。多山的地形嚴重限制了長崎的發展。例如長崎國際文化都市建設法原本規定長崎市不得在標高50米以上的地區興建住宅，但由於戰後人口快速增加導致住宅無秩序蔓延，這一法規也形同虛設，後被廢除:283。長崎市內的女之都、三原、本原、西山、片淵、小島、稻佐、小江原、西町、滑石等住宅區都修建在山坡上。長崎市的街道寬度亦因地形限制而普遍狹窄，但仍被部分市民認為過寬，甚至有修建之後缩窄的例子。這也導致長崎市交通阻塞問題嚴重:283。但多山的地形也使得長崎港內最大水深達45米，利於船舶停靠，是一座天然良港。為獲得平地，長崎市自近代以來多次通過填海取得建設用地。長崎市中心的主要河川有浦上川和中島川。長崎市中心的主要平地也多位於這兩條河流的沿岸和河口的填海地。在平成大合併之後，伊王島、高島、池島、端島等離島被合併入長崎市，現在這些島嶼中不少是長崎重要觀光景點。
長崎多山的地形使得長崎以成為集約型多核都市為發展目標，在發展市中心地區的同時，亦重視發展市郊的據點的地區，並通過改善市中心和各市郊據點之間的交通來提高都市效率。

### 氣候
長崎市屬於海洋性氣候（科本氣候法分類上屬副熱帶濕潤季風氣候）。對馬暖流在長崎市附近海域北上。受洋流的影響，長崎市的溫差變化較小。長崎在7月中旬至9月上旬的最高氣溫超過30℃，但很少超過35℃。另一方面，即使是夜間氣溫也下降幅度較少，7月下旬至8月中旬在夜間氣溫也經常在25℃以上。長崎的冬季較為溫暖，很少降雪。但在東海海上季風吹襲時會有大雪。近年長崎有數次大雪記錄。2016年1月24日，長崎市的積雪量達18厘米，創下自有觀測史以來的最深紀錄。長崎的降水日數也比較多，降水量以梅雨季節的6、7月最多，其次是颱風頻繁過境的8、9月。
| 長崎市（平均數據1991-2020年，極端數據1878年以降） | 長崎市（平均數據1991-2020年，極端數據1878年以降） | 長崎市（平均數據1991-2020年，極端數據1878年以降） | 長崎市（平均數據1991-2020年，極端數據1878年以降） | 長崎市（平均數據1991-2020年，極端數據1878年以降） | 長崎市（平均數據1991-2020年，極端數據1878年以降） | 長崎市（平均數據1991-2020年，極端數據1878年以降） | 長崎市（平均數據1991-2020年，極端數據1878年以降） | 長崎市（平均數據1991-2020年，極端數據1878年以降） | 長崎市（平均數據1991-2020年，極端數據1878年以降） | 長崎市（平均數據1991-2020年，極端數據1878年以降） | 長崎市（平均數據1991-2020年，極端數據1878年以降） | 長崎市（平均數據1991-2020年，極端數據1878年以降） | 長崎市（平均數據1991-2020年，極端數據1878年以降） |
| 月份                                              | 1月                                               | 2月                                               | 3月                                               | 4月                                               | 5月                                               | 6月                                               | 7月                                               | 8月                                               | 9月                                               | 10月                                              | 11月                                              | 12月                                              | 全年                                              |
| ------------------------------------------------- | ------------------------------------------------- | ------------------------------------------------- | ------------------------------------------------- | ------------------------------------------------- | ------------------------------------------------- | ------------------------------------------------- | ------------------------------------------------- | ------------------------------------------------- | ------------------------------------------------- | ------------------------------------------------- | ------------------------------------------------- | ------------------------------------------------- | ------------------------------------------------- |
| 历史最高温 °C（°F）                               | 21.3 (70.3)                                       | 22.6 (72.7)                                       | 25.1 (77.2)                                       | 29.0 (84.2)                                       | 31.4 (88.5)                                       | 36.4 (97.5)                                       | 37.7 (99.9)                                       | 37.7 (99.9)                                       | 36.1 (97.0)                                       | 33.7 (92.7)                                       | 27.4 (81.3)                                       | 23.8 (74.8)                                       | 37.7 (99.9)                                       |
| 平均高温 °C（°F）                                 | 10.7 (51.3)                                       | 12.0 (53.6)                                       | 15.3 (59.5)                                       | 19.9 (67.8)                                       | 23.9 (75.0)                                       | 26.5 (79.7)                                       | 30.3 (86.5)                                       | 31.9 (89.4)                                       | 28.9 (84.0)                                       | 24.1 (75.4)                                       | 18.5 (65.3)                                       | 13.1 (55.6)                                       | 21.2 (70.2)                                       |
| 日均气温 °C（°F）                                 | 7.2 (45.0)                                        | 8.1 (46.6)                                        | 11.2 (52.2)                                       | 15.6 (60.1)                                       | 19.7 (67.5)                                       | 23.0 (73.4)                                       | 26.9 (80.4)                                       | 28.1 (82.6)                                       | 24.9 (76.8)                                       | 20.0 (68.0)                                       | 14.5 (58.1)                                       | 9.4 (48.9)                                        | 17.4 (63.3)                                       |
| 平均低温 °C（°F）                                 | 4.0 (39.2)                                        | 4.5 (40.1)                                        | 7.5 (45.5)                                        | 11.7 (53.1)                                       | 16.1 (61.0)                                       | 20.2 (68.4)                                       | 24.5 (76.1)                                       | 25.3 (77.5)                                       | 21.9 (71.4)                                       | 16.5 (61.7)                                       | 11.0 (51.8)                                       | 6.0 (42.8)                                        | 14.1 (57.4)                                       |
| 历史最低温 °C（°F）                               | −5.6 (21.9)                                       | −4.8 (23.4)                                       | −3.6 (25.5)                                       | 0.2 (32.4)                                        | 5.3 (41.5)                                        | 8.9 (48.0)                                        | 15.0 (59.0)                                       | 16.4 (61.5)                                       | 11.1 (52.0)                                       | 4.9 (40.8)                                        | −0.2 (31.6)                                       | −3.9 (25.0)                                       | −5.6 (21.9)                                       |
| 平均降水量 mm（）                                 | 63.1 (2.48)                                       | 84.0 (3.31)                                       | 123.2 (4.85)                                      | 153.0 (6.02)                                      | 160.7 (6.33)                                      | 335.9 (13.22)                                     | 292.7 (11.52)                                     | 217.9 (8.58)                                      | 186.6 (7.35)                                      | 102.1 (4.02)                                      | 100.7 (3.96)                                      | 74.8 (2.94)                                       | 1,894.7 (74.59)                                   |
| 平均降雪量 cm（）                                 | 3 (1.2)                                           | 0 (0)                                             | 0 (0)                                             | 0 (0)                                             | 0 (0)                                             | 0 (0)                                             | 0 (0)                                             | 0 (0)                                             | 0 (0)                                             | 0 (0)                                             | 0 (0)                                             | 0 (0)                                             | 4 (1.6)                                           |
| 平均降水天数（≥ 0.5 mm）                          | 10.4                                              | 10.2                                              | 11.4                                              | 10.3                                              | 10.1                                              | 14.3                                              | 11.9                                              | 10.7                                              | 9.8                                               | 6.7                                               | 9.5                                               | 10.2                                              | 125.5                                             |
| 平均降雪天数（≥ 1 cm）                            | 0.6                                               | 0.4                                               | 0                                                 | 0                                                 | 0                                                 | 0                                                 | 0                                                 | 0                                                 | 0                                                 | 0                                                 | 0                                                 | 0.1                                               | 1.1                                               |
| 平均相對濕度（％）                                | 66                                                | 65                                                | 65                                                | 67                                                | 72                                                | 80                                                | 80                                                | 76                                                | 73                                                | 67                                                | 68                                                | 67                                                | 71                                                |
| 月均日照時數                                      | 103.7                                             | 122.3                                             | 159.5                                             | 178.1                                             | 189.6                                             | 125.0                                             | 175.3                                             | 207.0                                             | 172.2                                             | 178.9                                             | 137.2                                             | 114.3                                             | 1,863.1                                           |
| 来源1：                                           |                                                   |                                                   |                                                   |                                                   |                                                   |                                                   |                                                   |                                                   |                                                   |                                                   |                                                   |                                                   |                                                   |
| 来源2：                                           |                                                   |                                                   |                                                   |                                                   |                                                   |                                                   |                                                   |                                                   |                                                   |                                                   |                                                   |                                                   |                                                   |

## 人口
1889年長崎設市時有人口54,502人，此後隨著都市發展和市轄區擴大，長崎人口快速增加。1920年日本首次人口普查時，長崎市人口有176,534人，不僅是當時九州人口最多城市，也是當時六大都市（東京市、大阪市、名古屋市、橫濱市、京都市、神戶市）之外人口最多的城市。但長崎市中心缺乏可供開發的平地這一特徵導致長崎市人口增長在戰前就比較緩慢。1940年人口普查時，長崎市人口有252,630人，不僅比1937年的276,918人減少，還被福岡市、八幡市超過，是九州人口第三多城市。長崎人口在第二次世界大戰期間大幅減少，特別是原子彈爆炸導致超過7萬人遇難。1945年時，長崎市只有人口142,748人，和前一年相比幾乎減半，且被熊本市超過，成為九州人口第四多城市。戰後長崎人口數雖快速恢復，但相比九州其他地區仍較緩慢。1975年時，長崎市人口雖達到505,835人的峰值，但此後開始減少。並被鹿兒島市超過，成為九州人口第五多城市。2000年人口普查時，長崎市人口更被大分市超過，變為九州人口第六多城市。
2020年8月1日時，長崎市有人口407,086人。長崎市在1960年代之前是人口流入地區。但自1970年代開始，由於重工業景氣蕭條導致長崎變為人口流出地區。加上長崎市區可供開發的平地有限使得一些大型住宅區選擇在鄰近自治體開發，導致長崎市同時出現市內人口向長崎縣內其他自治體流出的現象。長崎市人口老齡化、少子化問題嚴重。由於生育率持續低於置換水準，2000年代之後長崎市人口的自然增長率也變為負增長。現在65歲以上人口佔長崎市總人口的約28%，15至64歲人口佔約60%，14歲以下人口只佔約12%。長崎市的總和生育率只有1.4，略低於日本平均值1.42，更遠低於長崎縣平均值1.66。現在長崎市已將人口問題視為市政最重要課題之一，試圖通過提振經濟和促進生育以降低人口減少速度。

## 政治
在日本眾議院選舉中，自實施小選舉區制之後，長崎市的大部分地區屬於長崎縣第1區，在「平成大合併」中併入長崎市的舊琴海町、舊外海町則屬於長崎縣第2區。長崎1區重工業工廠聚集，參加工會的工人較多，曾是民主黨較強的選舉區。三菱重工業工會出身的高木義明自2000年眾議院選舉之後曾連續四次當選該選區的議員。但由於民主黨支持率長期低迷，在2012年和2014年眾議院選舉中，自民黨的富岡勉連續兩次當選該選區眾議員。但高木義明亦通過比例代表復活當選。2017年眾議院選舉時，希望之黨候選人西岡秀子當選長崎1區議員，富岡勉則通過比例代表復活當選。西岡秀子在2021年眾議院選舉以國民民主黨候選人身份成功連任。
長崎市在1997年成為中核市，比普通的市擁有更多自治權。長崎市現任市長是田上富久，他在2007年伊藤一長被槍殺之後的選舉中當選長崎市長，並在2011年的長崎市長選舉中成功連任，在2015年因無他人參選而無投票當選，2019年亦順利連任。長崎市議會共有40名議員，其中最大會派是市民俱樂部、自民創生、明政俱樂部，皆有9名議員。在長崎縣議會中，長崎市則共有14名議員。長崎市2015年度市財政收入2,117億日元，支出2,063億日元。長崎市財政收入結構中市稅比例較低，人均市稅收入在45個中核市中位列41位，顯示長崎市財政狀況劣於中核市平均水準。
中華人民共和國在長崎設有總領事館，是長崎唯一的外國領事館。此外法國、荷蘭、葡萄牙在長崎有名譽領事館。

## 經濟

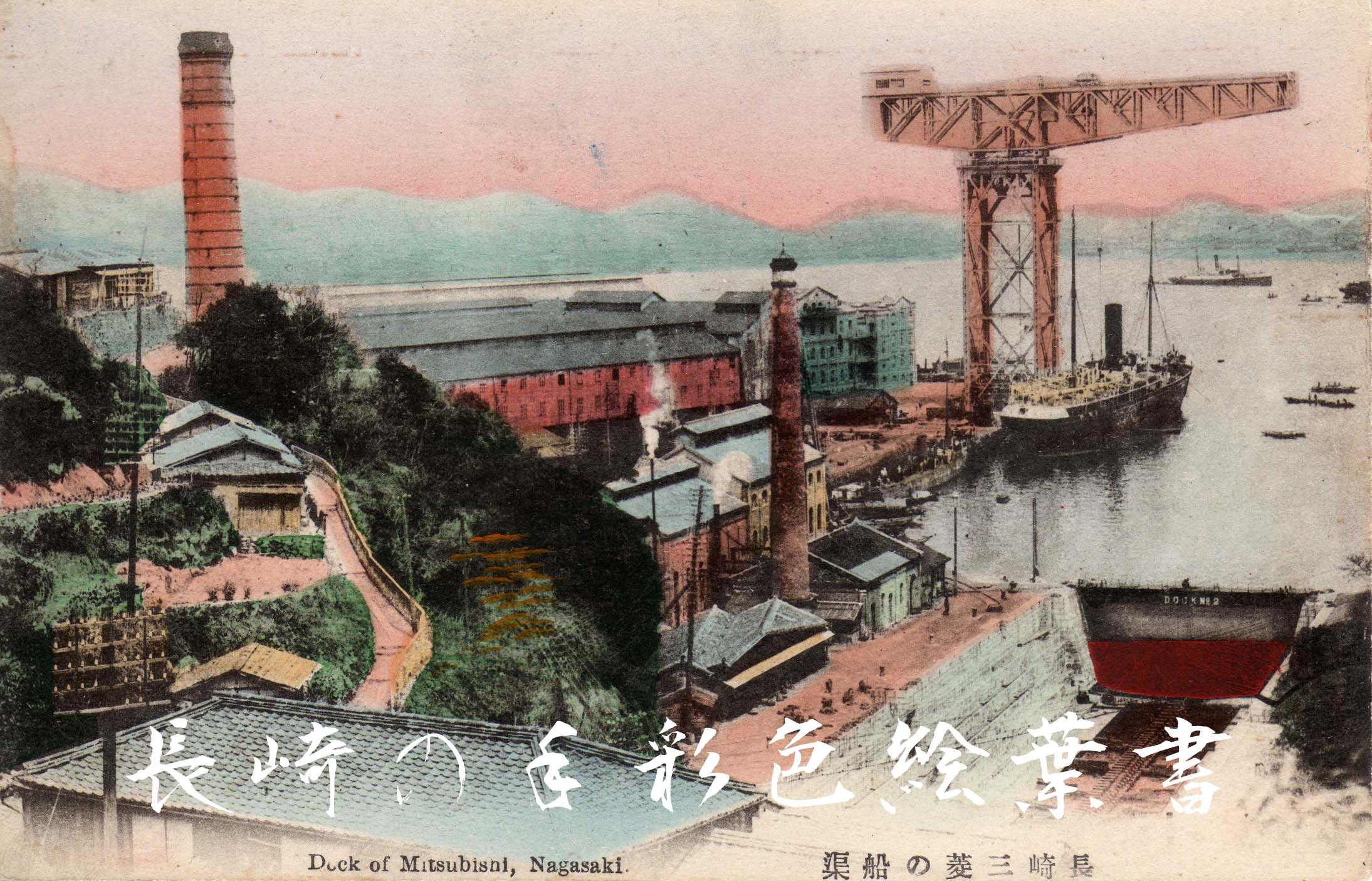
明治時期的長崎三菱造船廠

2011年度，長崎市市內生產總值有15,366億日元，佔長崎縣總量的三分之一以上。

### 第一產業
第一產業佔長崎市經濟總量的0.7%，這一數字只有長崎縣的四分之一，也低於日本平均值1.1%。受多山的地形限制，長崎市的耕地面積比例不到日本平均值的一半，耕地面積有2,210公頃，農家數則有2,947戶。長崎市2014年農業生產額有79.7億日元，其中以水果類比例最高，其次是蔬菜類和花卉類。長崎縣是日本最大的枇杷產地，而長崎市的茂木地區又是長崎枇杷生產的中心。長崎經濟中水產業的比例是日本平均值的3.7倍，位於長崎市西北部的長崎漁港是日本東海沿岸地區最大漁港之一。2015年，長崎市水產類捕撈量達67,012噸，以日本竹筴魚數量最多，其次是鯖魚，兩者合計佔過半比例。

### 第二產業

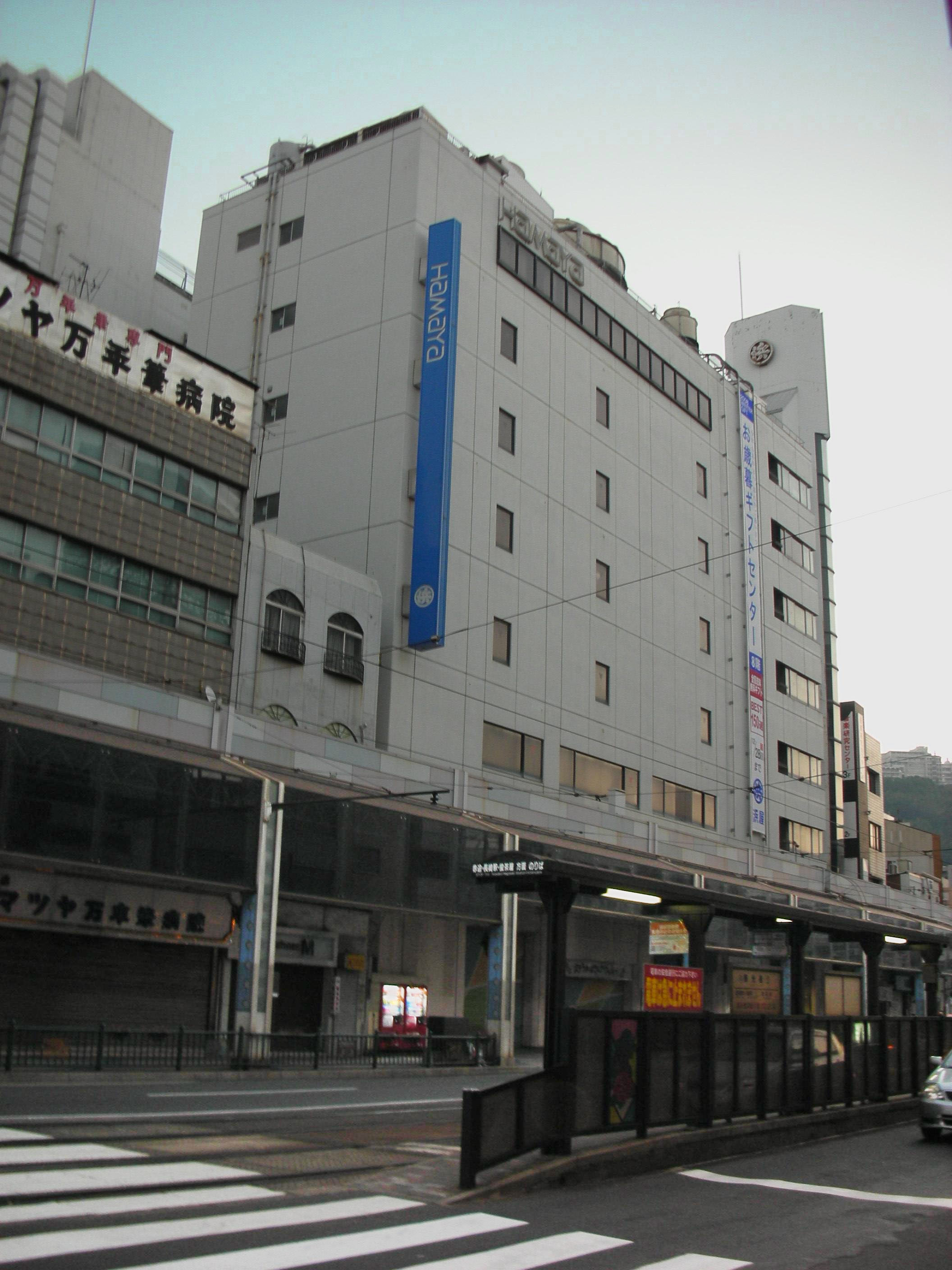
濱屋百貨店

第二產業佔長崎市經濟總量的16.7%，低於長崎縣（18.4%）和日本（23.5%）的平均值。但就業人口比例佔17.9%。2013年，長崎市工業品生產額達4946.47億日元，其中以泛用機械類和輸送用機械類比重最大，兩者合計就佔了總量中近九成的比例。長崎的製造業以重工業為主，其中又以造船產業最為發達。1857年，江戶幕府在長崎設立了日本第一個艦船修理工廠，是長崎造船業之始。長崎是三菱集團的企業城，三菱重工業在長崎市經濟中有舉足輕重的地位，旗下的長崎造船所已有160年的歷史，在二戰時期生產了武藏號等軍艦和有「太平洋女王」之稱的浅間丸等大型客輪。戰後的長崎造船廠更曾一度是世界最大的造船廠。1970年代第一次石油危機導致大型油輪需求減少之後，以生產大型船為主的三菱造船廠陷入蕭條，改從生產大型客輪中求生，生產了鑽石公主號等大型客輪。然而近年由於大型客輪業務嚴重虧損，三菱造船廠也陷入困境，被迫縮小規模，對長崎經濟造成負面影響。長崎造船廠還是日本重要的發電機生產企業，近年更進軍地熱發電、風力發電等新領域。重工業以外的產業中，食品製造業從業者佔長崎市製造業從業者的約六分之一，生產金額也在所有製造業中僅次於泛用機械類和輸送用機械。其次是電機產業和金屬製品製造業。

### 第三產業
第三產業是長崎市經濟中最大的部分，佔長崎市經濟總量的82.6%，遠高於日本和長崎縣的平均值，顯示長崎市經濟高度依賴第三產業。總部位於長崎市的銀行有長崎縣內最大的地方銀行、成立於1877年的十八銀行，以及長崎縣的第二地方銀行長崎銀行。據2014年商業統計調查，長崎市全年商品銷售額有11,011.54億日元，其中批發業有7214.93億日元，零售業有3796.61億日元，佔長崎縣總量的39.5%，人均銷售額也是長崎縣之冠。長崎市商業的特徵之一是小規模商店的比重較高，這也和長崎的地形限制有關。長崎市中心地區的面積只佔市總面積的0.6%，但集中了全市32.1%的商店和38.6%的零售額。長崎市內10個賣場面積超過1萬平方米的大型購物設施中有4個位於市中心地區，主要的大型商業設施有位於長崎港沿岸地區的長崎市面積最大商業設施youme Town夢彩都；開業於2000年，和長崎車站連接的AMU PLAZA長崎等。濱屋百貨店是長崎市的兩家百貨公司之一，也是創業於長崎的商業企業中規模最大的一家。觀光業在長崎經濟中有重要地位。長崎市是國際觀光文化都市的一員。2015年，有669.38萬名觀光客到訪長崎，比前一年增加6.1%，創歷史新高。並為長崎帶來1368億日元的消費。

## 文化

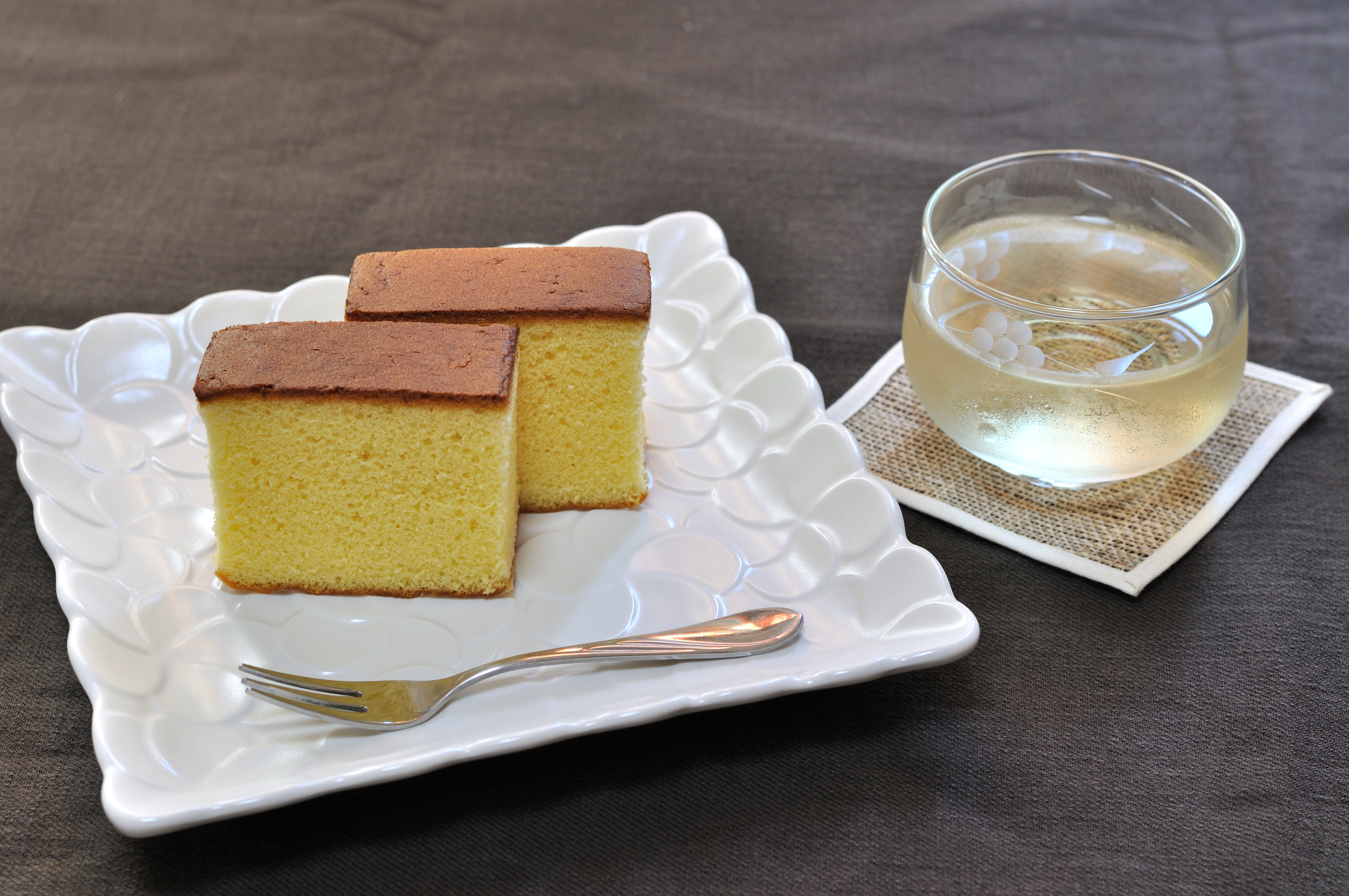
卡斯特拉

長崎市悠久的與西洋、中國交往的歷史使得長崎的文化比起日本其他地方揉合了更多外來元素。長崎方言屬於肥方言，和博多方言有較多共同特徵。但在音調上屬於二型式音調，和博多方言不同:105。長崎市出身的著名作家有以紀實文學著稱的立花隆
、身兼小說家和歌手等多重身份的佐田雅志、日裔英國人作家，2017年諾貝爾文學獎得主石黑一雄等人。文豪遠藤周作的鉅作《沉默》以長崎為舞台。現在長崎市內有遠藤周作文學館，收藏展示與他有關的珍貴資料。長崎市還是著名歌劇蝴蝶夫人的故事舞台之一。
長崎的飲食文化受到很強的西餐和中餐影響。強棒麵（日式什錦麵）和皿烏冬是長崎的兩大代表麵食，均源自中餐。強棒麵由長崎著名中餐廳四海樓初代店主陳平順發明於19世紀末期，最初的發明目的是讓當地的中國留學生能吃到廉價且有營養的麵食。發明之後在日本人之間亦大獲好評，成為長崎飲食的招牌之一。四海樓也營業至今，是長崎著名的百年老店。皿烏冬同樣由陳平順發明，雖然麵條以外的材料和什錦麵類似，但麵條使用油炸過後的硬麵，口感和什錦麵大相徑庭。土耳其飯是一種長崎特色的日式西餐，做法是在米飯上澆醬汁，配以豬排和義大利麵。卡斯特拉則是長崎具代表性的甜點，起源於古代西班牙的麵包，已有400年以上的歷史，現已成為日式西點的代表。長崎供日是鎮西大社諏訪神社的祭禮，於每年10月7日至9日舉行，和博多供日及唐津供日並稱三大供日，是長崎最大的節慶活動，被列入指定重要無形民俗文化財加以保護。精靈流是長崎在盂蘭盆節期間緬懷祖先的民俗活動，也是長崎夏季最著名的活動之一。長崎還舉辦有長崎龍舟競渡、長崎燈會等中國色彩濃厚的節慶活動。長崎市內主要的文化設施有以天文望遠鏡著稱的長崎市科學館；位於出島，由隈研吾設計的長崎縣美術館等。
長崎縣唯一的地方報紙長崎新聞的總部位於長崎市，日發行量達18萬份。總部位於長崎的電視台有NHK長崎放送局、長崎放送、長崎國際電視台、長崎文化放送、長崎電視台。長崎市也是J2聯賽球隊長崎成功丸的主場之一。市內的主要體育設施有長崎市綜合運動公園、長崎縣營棒球場、長崎市營橄欖球足球場等。

### 教育
長崎大學成立於1949年，前身包括了長崎醫科大學、長崎醫科大學附屬藥學専門部、長崎經濟專門學校、長崎師範學校、長崎青年師範學校、長崎高等學校，是長崎縣唯一的國立大學。現在長崎大學是一個擁有九個學院（多文化社会學院、教育學院、經濟學院、醫學院、牙醫學院、藥學院、工學院、環境科學院、水產學院），超過9000名學生的綜合性大學。全部學院均位於長崎市內。長崎市還有活水女子大學、長崎外國語大學、長崎純心大學、長崎綜合科學大學四所私立大學。

## 交通

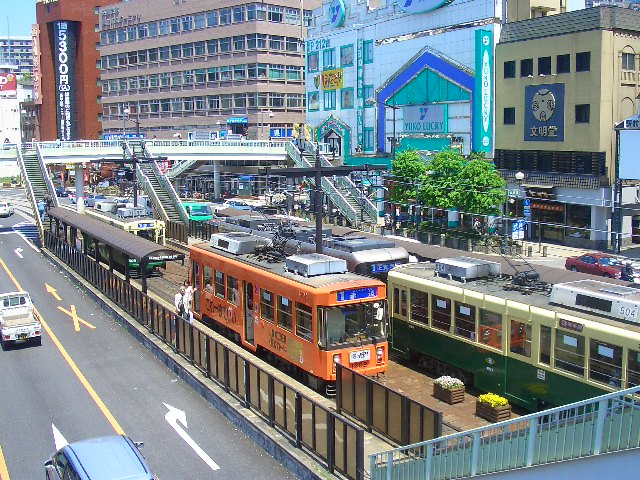
位於長崎車站前的路面電車

由於長崎市多山的地形和道路寬度普遍較窄，使得路面電車和巴士等公共交通機關在長崎市交通分擔率中有較高比例，而腳踏車則比例極低。長崎市內的普通鐵路由九州旅客鐵道（JR九州）運營，共有長崎本線和大村線兩條路線。長崎車站是長崎的鐵路交通中心，2015年度的乘客總數達809.8萬人，日均客流量達22,127人次。浦上車站則是長崎市區中北部的主要車站和長崎第二大車站，2015年度總乘客數達191.4萬人。往返於長崎車站和博多車站之間的特急「鷗號列車」是長崎重要的聯外鐵路交通方式，每日往返運行26班次。2022年9月23日，武雄溫泉車站至長崎車站之間的西九州新幹線通車，長崎和博多之間的鐵路交通得到大幅改善。長崎電氣軌道經營長崎市內的路面電車系統，共有四條路線，是長崎市內重要的公共交通手段。
長崎自動車道連接長崎市和佐賀縣鳥栖市，是長崎市內唯一的一條高速公路。由於長崎市的路網是集中在市中心的一極集中型，加上道路狹窄，因此交通堵塞嚴重。現在長崎市正在興建放射環狀道路網，以緩解交通堵塞問題。2005年，連接長崎港兩岸的女神大橋竣工，使得長崎市南部和西部之間可直接往來，不再需要繞道長崎市中心。長崎市有開往縣內佐世保市等地和九州各主要城市、京阪神的高速巴士運行，其中又以由九州急行巴士運行的往來於福岡市和長崎市之間的九州號班次最多。長崎市內的巴士路線則主要由長崎縣交通局和長崎自動車運行。長崎港是九州的重要港口之一，2014年度有超過10000艘船舶入港。長崎港的客運航線以長崎市和長崎縣各離島間的航線為主。長崎港也是一座觀光港，2016年的郵輪停靠次數近200次。長崎市轄區內沒有機場，距離長崎市最近的機場是位於大村市的長崎機場，兩地之間有巴士直達。長崎地形多山，部分坡道無法修建汽車可通行的道路。因此長崎市在人口較多的南大浦地區設置了扶梯公共交通系統，以方便市民出行。長崎市還在市內的天神町、立山、水之浦地區設有三處迷你纜車式公共交通系統，主要服務腿腳不便人士出行。

## 觀光

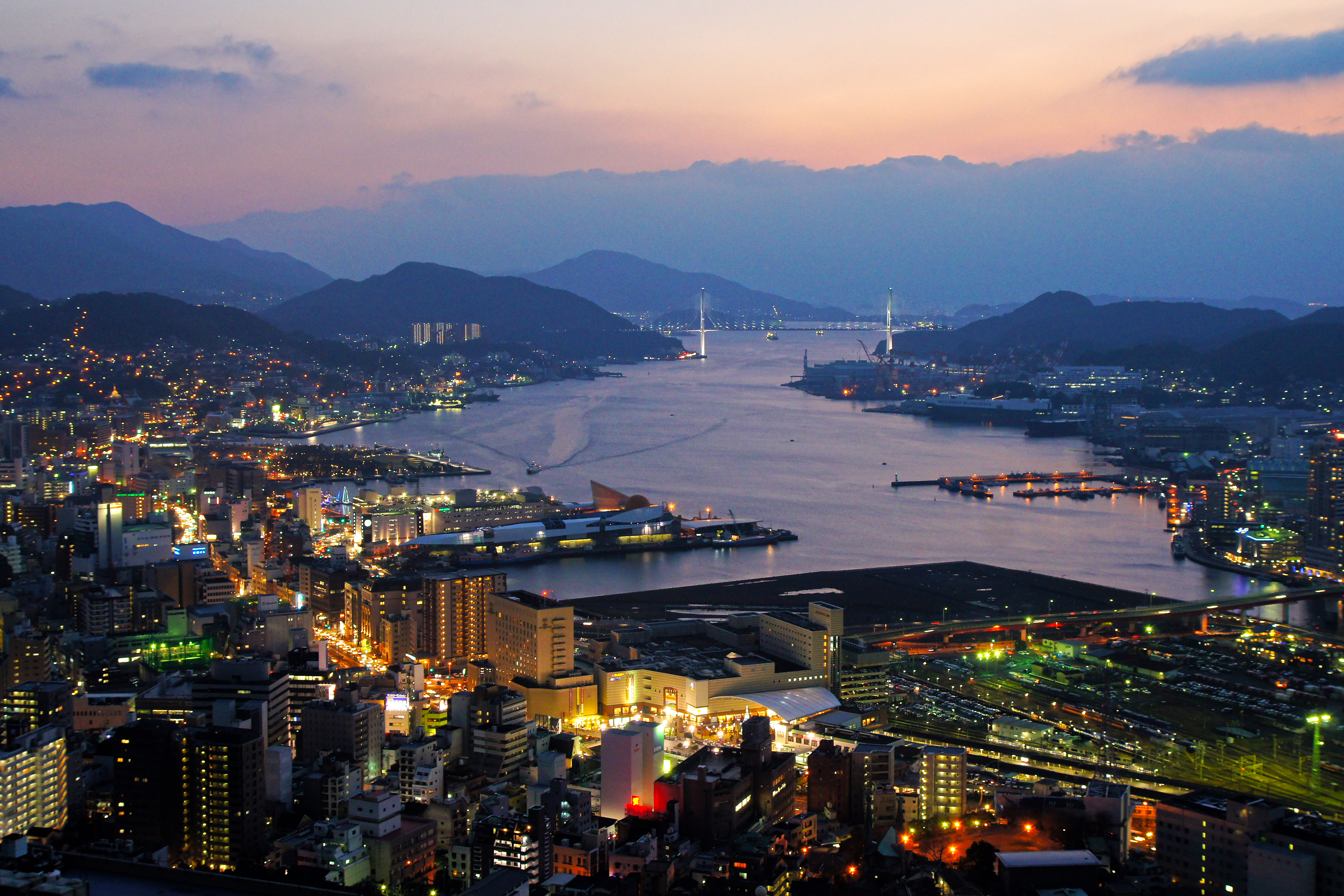
傍晚的长崎港

長崎市觀光資源豐富，是九州最大的觀光城市之一。多國文化交匯的長崎擁有眾多風格各異的建築。長崎市的西洋式建築大多位於市中心南部。東山手和南山手地區是重要傳統的建造物群保存地區，其中以位於荷蘭坂的東山手十二番館歷史最久。大浦天主堂興建於1865年，是日本現存天主教建築中歷史最古老的一座，在1953年被列入日本國寶。大浦天主堂附近的哥拉巴園集中了眾多興建於19世紀後期的西洋式住宅。其中興建於1860年代的舊哥拉巴住宅是日本歷史最古老的現存木造洋館，在當時是英國商人湯瑪士·布雷克·哥拉巴的邸宅。2013年度之後，哥拉巴園的入園者數超過100萬人，是長崎市遊客數最多的景點。長崎市內還有舊長崎英國領事館、舊香港上海銀行長崎支店等西洋式建築。江戶時代的外國人居住區出島也有部分建築得到復原。長崎市內還有多座中國風格的建築。崇福寺、福濟寺、興福寺並稱為长崎三福寺，其中崇福寺的第一峰門和大雄寶殿是日本國寶。眼鏡橋由明代渡日高僧默子如定修建，以其獨特的外觀而著稱。昔日中國人聚居地唐人屋敷現在也是旅遊景點。長崎市現在還有日本三大中華街之一的長崎新地中華街（另外兩個是橫濱中華街和神戶南京町）和孔子廟。

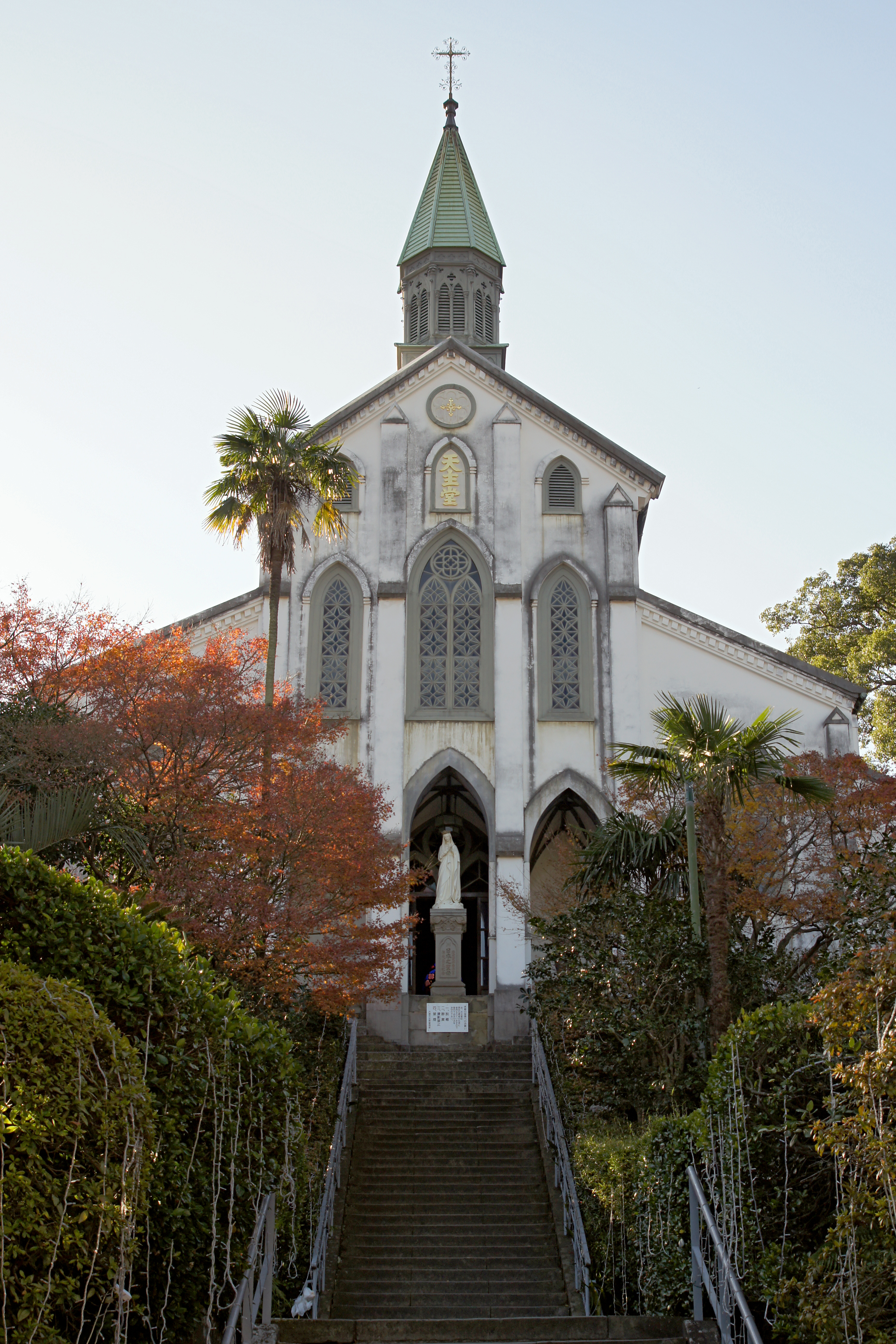
大浦天主堂

長崎市原子彈爆炸附近地點現在是和平公園，內有和平祈念像、和平之泉等紀念設施。公園內的長崎原爆資料館展示與長崎原子彈爆炸有關的史料。位於原子彈爆炸地點附近的浦上天主堂（浦上教會）奉獻於1914年，在原子彈爆炸中被毀。現在的浦上天主堂修建於1959年，仍保存有原子彈爆炸時的聖母瑪麗亞像等物品。教宗若望保祿二世於1981年訪問長崎時也曾到訪浦上天主堂。長崎市的夜景享有很高評價，和札幌市、神戶市並列為「日本新三大夜景都市」。長崎的夜景中又以自稻佐山山頂看到的夜景最為知名，遊客可乘坐長崎纜車直達。
1986年，長崎新地中華街的中華街振興組合以該地興建牌樓為契機，隔年起在農曆春節與元宵節期間舉辦「燈籠祭」活動，在1994年長崎市政府決定將燈籠季作為長崎市發展策略的一個項目，將其擴大成為「長崎燈會」。長崎帆船祭開始於2000年，集合了世界眾多知名帆船，最初是日本荷蘭交流400週年紀念活動的一部分，現在已成為長崎春季知名的觀光活動。
端島是長崎市的離島之一，因其外觀酷似軍艦而又名軍艦島。端島曾是海底煤礦，島上在人口最多時居住有多達5,267人，人口密度高居世界之冠。島上還建有日本首個鋼筋混凝土公寓。在煤礦關閉之後該島變成無人島，現在則以廢墟觀光而著稱。

## 姊妹、友好城市
1955年，長崎市和美國明尼蘇達州聖保羅市結為姊妹都市，是日本首對姊妹城市。現在長崎市和以下海外城市有姊妹城市或友好城市的關係：
| 國家           | 城市                       | 締結日期       |
| -------------- | -------------------------- | -------------- |
| 美国           | 聖保羅（明尼蘇達州）       | 1955年12月7日  |
| 荷蘭           | 米德爾堡（西蘭省）         | 1978年10月17日 |
| 葡萄牙         | 波爾圖（波爾圖區）         | 1978年5月26日  |
| 巴西           | 桑托斯（聖保羅州）         | 1972年7月6日   |
| 中华人民共和国 | 福州市（福建省）           | 1980年10月20日 |
| 法國           | 奧爾河畔沃（卡爾瓦多斯省） | 2005年1月4日   |
| 荷蘭           | 萊頓（南荷蘭省）           | 2017年11月24日 |

長崎市還和以下海外城市是市民友好城市的關係：
| 國家           | 城市                   | 締結日期      |
| -------------- | ---------------------- | ------------- |
| 英国           | 阿伯丁（蘇格蘭）       | 2010年7月12日 |
| 中华人民共和国 | 中山市（廣東省）       | 2011年9月30日 |
| 荷蘭           | 萊頓（南荷蘭省）       | 2013年2月4日  |
| 德国           | 维尔茨堡（巴伐利亞州） | 2013年4月17日 |